# Nick Seeler
Nicholas "Nick" Seeler, född 3 juni 1993, är en amerikansk professionell ishockeyback som är kontrakterad till Minnesota Wild i National Hockey League (NHL) och spelar för deras primära samarbetspartner Iowa Wild i American Hockey League (AHL). Han har tidigare spelat på lägre nivåer för Omaha Mavericks (University of Nebraska Omaha) och Minnesota Golden Gophers (University of Minnesota) i National Collegiate Athletic Association (NCAA) och Muskegon Lumberjacks och Des Moines Buccaneers i United States Hockey League (USHL).
Seeler draftades i femte rundan i 2011 års draft av Minnesota Wild som 131:e spelare totalt.

## Statistik
| Källa: Utv = Utvisningsminuter Uppdaterad: 2018-02-14 | Källa: Utv = Utvisningsminuter Uppdaterad: 2018-02-14 | Källa: Utv = Utvisningsminuter Uppdaterad: 2018-02-14 |                                             | Grundserie                                  | Grundserie                                  | Grundserie                                  | Grundserie                                  | Grundserie                                  |                                             | Slutspel                                    | Slutspel                                    | Slutspel                                    | Slutspel                                    | Slutspel                                    |
| Säsong                                                | Lag                                                   | Liga                                                  | Matcher                                     | Mål                                         | Assists                                     | Poäng                                       | Utv                                         | Matcher                                     | Mål                                         | Assists                                     | Poäng                                       | Utv                                         |                                             |                                             |
| ----------------------------------------------------- | ----------------------------------------------------- | ----------------------------------------------------- | ------------------------------------------- | ------------------------------------------- | ------------------------------------------- | ------------------------------------------- | ------------------------------------------- | ------------------------------------------- | ------------------------------------------- | ------------------------------------------- | ------------------------------------------- | ------------------------------------------- | ------------------------------------------- | ------------------------------------------- |
| 2008–2009                                             | Eden Prairie High School                              |                                                       | 17                                          | 0                                           | 2                                           | 2                                           | 6                                           | 6                                           | 0                                           | 0                                           | 0                                           | 2                                           |                                             |                                             |
| 2009–2010                                             | Eden Prairie High School                              |                                                       | 25                                          | 3                                           | 14                                          | 17                                          | 12                                          | 3                                           | 1                                           | 3                                           | 4                                           | 0                                           |                                             |                                             |
| 2010–2011                                             | Eden Prairie High School                              |                                                       | 22                                          | 7                                           | 27                                          | 34                                          | 38                                          | 3                                           | 0                                           | 3                                           | 3                                           | 4                                           |                                             |                                             |
|                                                       | Team Southeast                                        |                                                       | 21                                          | 3                                           | 7                                           | 10                                          | 32                                          | 1                                           | 0                                           | 2                                           | 2                                           | 0                                           |                                             |                                             |
| 2011–2012                                             | Muskegon Lumberjacks                                  | USHL                                                  | 32                                          | 2                                           | 13                                          | 15                                          | 32                                          | —                                           | —                                           | —                                           | —                                           | —                                           |                                             |                                             |
|                                                       | Des Moines Buccaneers                                 | USHL                                                  | 26                                          | 2                                           | 11                                          | 13                                          | 33                                          | —                                           | —                                           | —                                           | —                                           | —                                           |                                             |                                             |
| 2012–2013                                             | Omaha Mavericks                                       | NCAA                                                  | 34                                          | 2                                           | 7                                           | 9                                           | 55                                          | —                                           | —                                           | —                                           | —                                           | —                                           |                                             |                                             |
| 2013–2014                                             | Omaha Mavericks                                       | NCAA                                                  | 36                                          | 4                                           | 6                                           | 10                                          | 61                                          | —                                           | —                                           | —                                           | —                                           | —                                           |                                             |                                             |
| 2014–2015                                             | Spelade ej på grund av byte av universitet.           | Spelade ej på grund av byte av universitet.           | Spelade ej på grund av byte av universitet. | Spelade ej på grund av byte av universitet. | Spelade ej på grund av byte av universitet. | Spelade ej på grund av byte av universitet. | Spelade ej på grund av byte av universitet. | Spelade ej på grund av byte av universitet. | Spelade ej på grund av byte av universitet. | Spelade ej på grund av byte av universitet. | Spelade ej på grund av byte av universitet. | Spelade ej på grund av byte av universitet. | Spelade ej på grund av byte av universitet. | Spelade ej på grund av byte av universitet. |
| 2015–2016                                             | Minnesota Golden Gophers                              | NCAA                                                  | 36                                          | 0                                           | 10                                          | 10                                          | 43                                          | —                                           | —                                           | —                                           | —                                           | —                                           |                                             |                                             |
| 2016–2017                                             | Iowa Wild                                             | AHL                                                   | 57                                          | 0                                           | 5                                           | 5                                           | 109                                         | —                                           | —                                           | —                                           | —                                           | —                                           |                                             |                                             |
| 2017–2018                                             | Minnesota Wild                                        | NHL                                                   | 1                                           | 0                                           | 0                                           | 0                                           | 0                                           | —                                           | —                                           | —                                           | —                                           | —                                           |                                             |                                             |
|                                                       | Iowa Wild                                             | AHL                                                   | 49                                          | 2                                           | 10                                          | 12                                          | 74                                          | —                                           | —                                           | —                                           | —                                           | —                                           |                                             |                                             |
| NHL totalt                                            | NHL totalt                                            | NHL totalt                                            | 1                                           | 0                                           | 0                                           | 0                                           | 0                                           | —                                           | —                                           | —                                           | —                                           | —                                           |                                             |                                             |
| AHL totalt                                            | AHL totalt                                            | AHL totalt                                            | 106                                         | 2                                           | 15                                          | 17                                          | 183                                         | —                                           | —                                           | —                                           | —                                           | —                                           |                                             |                                             |
| NCAA totalt                                           | NCAA totalt                                           | NCAA totalt                                           | 106                                         | 6                                           | 23                                          | 29                                          | 159                                         | —                                           | —                                           | —                                           | —                                           | —                                           |                                             |                                             |
| USHL totalt                                           | USHL totalt                                           | USHL totalt                                           | 58                                          | 4                                           | 24                                          | 28                                          | 65                                          | —                                           | —                                           | —                                           | —                                           | —                                           |                                             |                                             |